# L'Adoration des bergers (Bassano)
Pour les articles homonymes, voir L'Adoration des bergers.
L'Adoration des bergers – en italien Adorazione dei pastori – est un tableau réalisé en 1553-1554 par le peintre italien Jacopo Bassano. De format horizontal, cette huile sur toile est une peinture chrétienne qui représente l'adoration des bergers, un épisode biblique rapporté dans l'Évangile selon Luc. L'œuvre est conservée à la Galerie Borghèse de Rome.